# Bucșani (Giurgiu)
Bucșani est une commune dans județ de Giurgiu, Munténie, Roumanie, formée des villages d'Anghelești, Bucșani (résidence), Goleasca, Obedeni, Podișor, Uiești et Vadu Lat.

## Placement
La commune est située dans le nord-ouest du județ, sur les rives de la rivière Neajlov, dans la zone où elle reçoit les eaux de son affluent Dâmbovnic. Elle est traversée par la route nationale DN61, reliant Giurgiu à Ghimpați (et DN6) et Găeşti. À Bucșani, cette route croise la route locale DJ412C, qui mène vers l'ouest à Mârșa et à l'est, à Ogrezeni. Par le territoire de la commune passe le chemin de fer Bucarest-Videle, qui est desservi par la station de Vadu Lat et l’arrêt d'Anghelești.

## Démographie
La composition ethnique de la commune de Bucșani
- Roumains (97,08 %)
- Inconnu (2,61 %)
- Autre ethnie (0,3 %)

La composition religieuse de la commune de Bucșani
- Orthodoxes (96,9 %)
- Inconnu (2,61 %)
- Autre religion (0,48 %)

Selon le recensement de 2011, la population de la commune Bucșani s'élève à 3 906 habitants, soit une diminution par rapport au précédent recensement en 2002, quand elle a été de 4.023 des habitants. la majorité des habitants sont des roumains (97,08%). Pour 2,61% de la population, l'origine ethnique n'est pas connue.
Du point de vue de la confession, la majorité des habitants sont des orthodoxes (96,9%). Pour 2,61% de la population, la religion n'est pas connue.

## Politique et administration
La commune est administrée par un maire et un conseil local composé de 13 conseillers. Le maire, Dan Păsat a été élu en 2004. En commençant par les élections locales en 2016, le conseil municipal a la composition suivante sur les partis politiques:
- Parti social-démocrate (PSD): 8
- Parti national libéral (PNL): 3
- ALDE: 2.

## Histoire
À la fin du XIXe siècle, la commune faisait partie de la plasă de Glavacioc-Neajlov dans le județ de Vlașca, était formée des villages Bucșanii de Jos, Bucșanii de Sus et Podișor, ayant un total de 1 172 habitants. Il y avait dans la commune Bucșani un moulin ("Frăsinenilor") sur le Neajlov, deux églises et deux écoles avec 44 étudiants (dont 9 sont des filles). À l'époque, sur le territoire actuel de la commune il y avait encore 3 municipalités : Obedeni, Uești-Goleasca et Uești-Moșteni. La commune d'Obedeni était la résidence de la plasă et contenait les villages d'Anghelești, Bucșanii de Jos, Obedeanca, Pârlita et Vadu Lat, avec 1 279 habitants. Dans la commune d'Obedeni il y avait une église et une école primaire mixte avec 47 élèves (dont 3 filles). La commune Uești-Goleeasca, avec les villages Uești-Goleasca et Popeasca-Ciupagea avait 744 habitants, une église, une école mixte, et un moulin sur le Dâmbovnic. La commune Uești-Moșteni n'avait que le village de résidence avec 244 habitants, et une église.
L'annuaire Socec de 1925 enregistrait les communes comme appartenant à la plasa Argeș du même județ. La commune Bucșani avait 1 548 habitants et la même composition; la commune Obedeni avait 1 782 habitants dans les villages Obedeni, Vadu Lat et dans le hameau d'Anghelești, tandis que les communes Uiești-Goleasca et Uiești-Moșteni ont été fusionnées sous le nom de Goleasca, ayant 1 396 habitants dans les villages Goleasca et Uieștii-Moșteni.
Dans les années 1950, les municipalités ont été transférés au raion Crevedia et ensuite (après 1952) le raion Videle dans la région de Bucarest. Ultérieurement, elles ont fusionné en formant la commune Bucșani, qui est passée, à l'occasion de la réforme administrative de 1968, dans le județ d'Ilfov,. En 1981, une réorganisation de l'administration régionale a conduit au transfert de la commune au județ de Giurgiu.

## Villages

### Vadu Lat

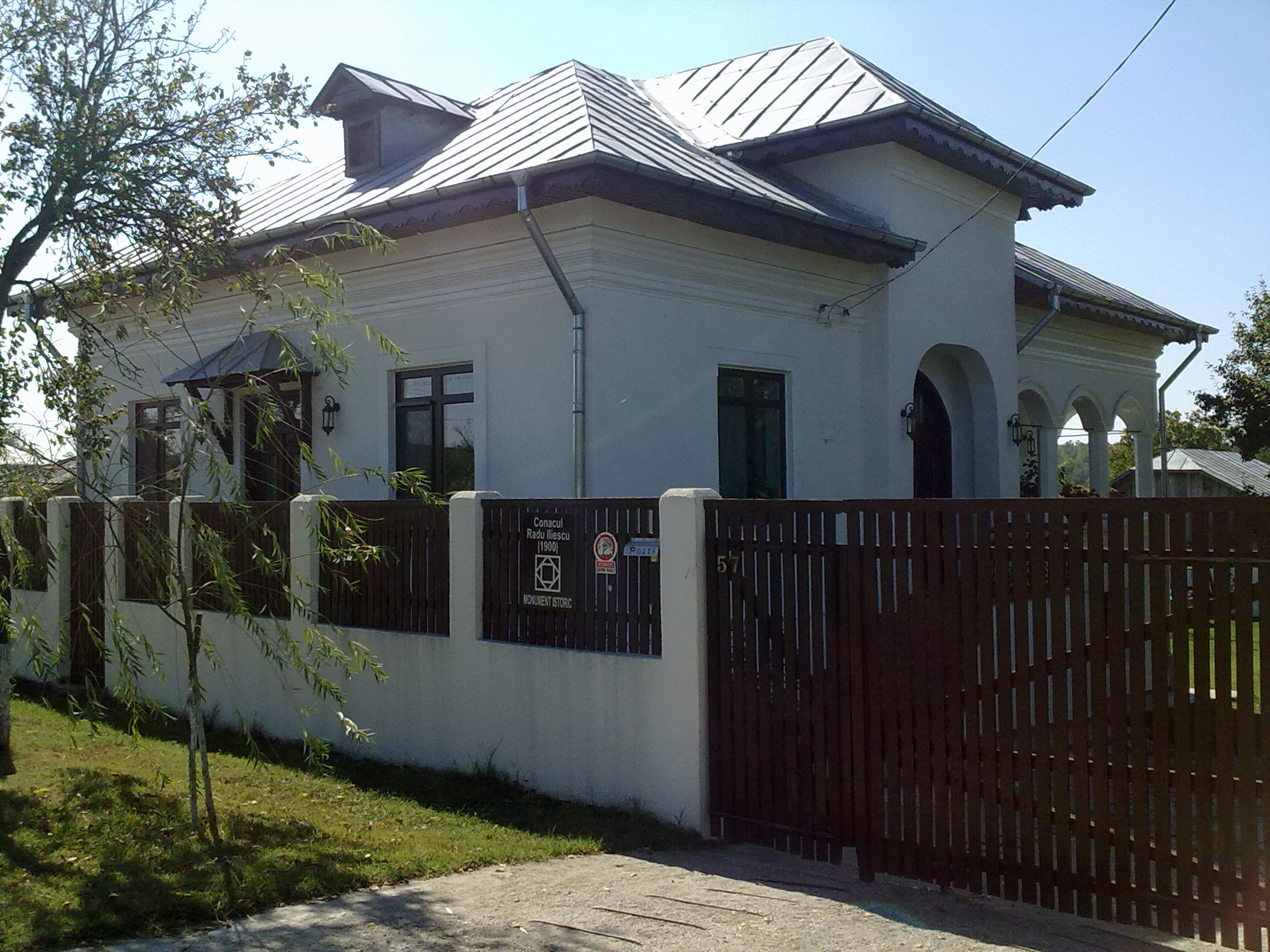
Conacul Radu Iliescu

Vadu Lat est situé au sud-ouest de la commune, sur le DN61, entre Bucșani et Clejani. Au début du XXe siècle, le village est mentionné comme le second arrêt du service de poste entre Bucarest et Craiova (connu aussi comme le chemin du Olac).
Dans cette période, le village n'est qu'un hameau de 45 habitants, mais son hôpital était l'un des deux existant dans le județ de Vlașca. Depuis 2011, l'hôpital est administrativement part de l'hôpital de Giurgiu et n'a plus que le departement de psychiatrie.
Le village a un dépôt de céréales d'une capacité de 16 000 tonnes, acheté par la compagnie Cargill en 2002. L'industrie est représentée par une fabrique de fromage détenue par TopBrands Distribution.

## Monuments historiques

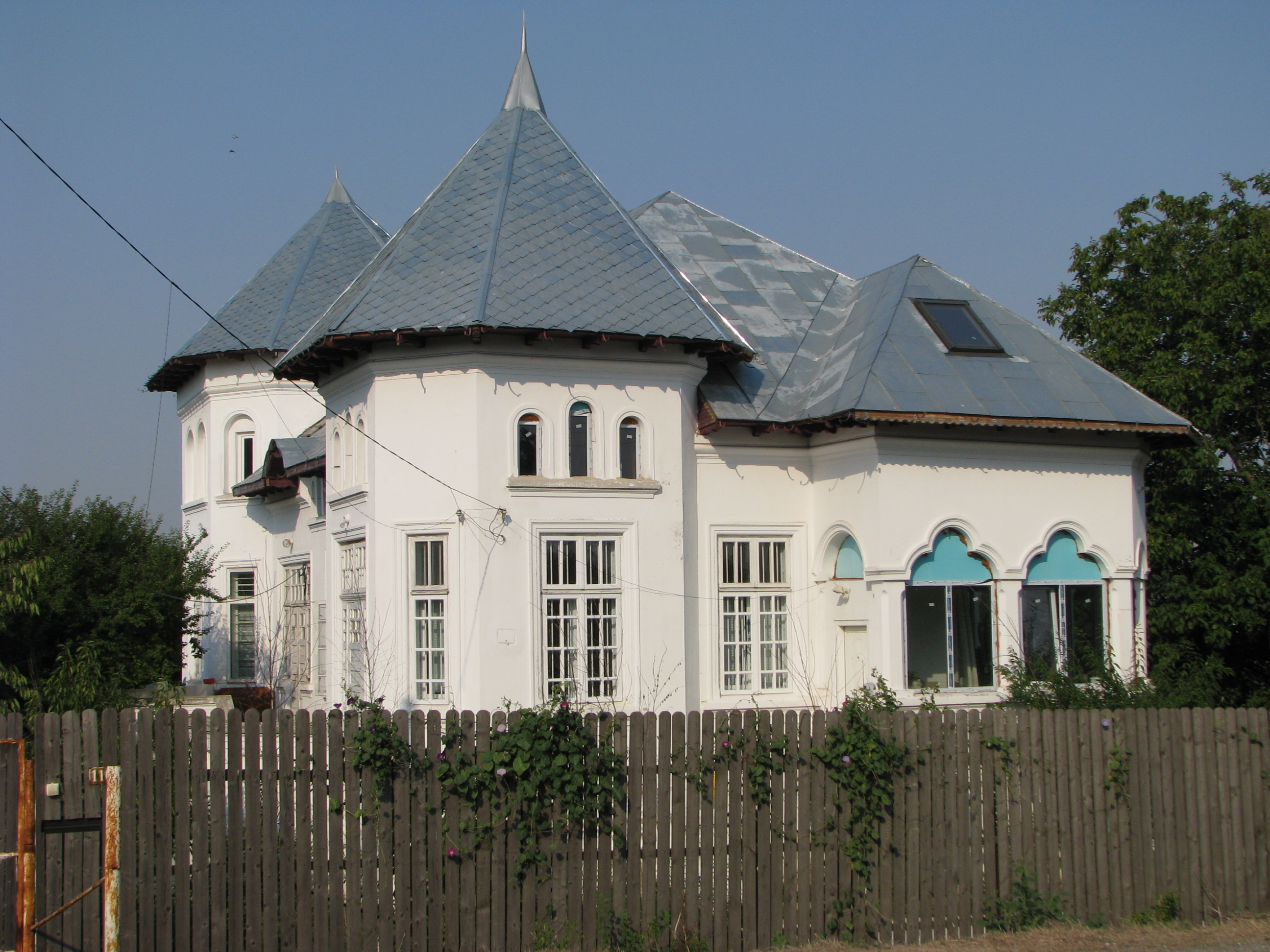
Le manoir Hristodor Ionescu, monument historique

Treize objectifs dans la commune de Bucșani sont inclus dans la liste des monuments historiques de Giurgiu comme monuments d'intérêt local. L'un d'eux est un site archéologique, "La Pod" (en français "Au pont"), à la lisière du village Bucșani sur le chemin de Vadu Lat, où a été trouvé un tel néolithique , appartenant à la culture Gumelnița. Les douze autres sont classés comme monuments d'architecture: l'ancien hôtel de ville (début du XXe siècle); l'église Saint-Nicolas (1836); la vieille école (début XXe siècle), le manoir Hristodor Ionescu (début XXe siècle); la maison de Stan Cangea (1933, elle a été un centre culturel); le manoir de C. Angelescu (le début du XXe siècle), tous du village de Bucșani; l'église "Naissance de la Vierge Marie" (1816); le manoir de Pascale Iagăr (le début du XXe siècle), les deux derniers dans le village Goleasca; l'église "Dormition de la Vierge Marie" (1839), dans le village d'Obedeni; l'hôpital (1897), le manoir de Radu Iliescu (1900) et le manoir Iova Ghiuresici (XIXe siècle), les trois derniers dans le village de Vadu Lat.